# Wolf Adam Pachelbel von Gehag
Wolf Adam Pachelbel von Gehag (* 28. März 1599 in Eger,  Böhmen; † 16. Juni 1649 in Wunsiedel,  Oberfranken) war Angehöriger eines Patriziergeschlechts in Eger in Westböhmen und dort von 1624 bis 1629 Bürgermeister. Als Vertreter der protestantischen Exulanten der Stadt Eger am Ende des Dreißigjährigen Krieges war er Verfechter der Reichsunmittelbarkeit der Reichsstadt Eger und des Egerlandes bei den Westfälischen Friedensverhandlungen.

## Herkunft
Die Pachelbel von Gehag stammen  aus dem Dorf Oschwitz bei Arzberg-Schirnding, wurden im Jahr 1395 im Musterungsbuch der Egerländer Bauernschaft als „Bachelbel“ (= Alberich (Elbel) Bach) und in dem Losungsbuch der Stadt Eger für das Jahr 1440, Band 43,  mit „Hans Pachelbels Kinder“ erstmals erwähnt und waren auch in Wunsiedel und Nürnberg ansässig. Sie kamen durch die Verarbeitung von Zinn und den Handel mit Zinn-Blech zu Wohlstand. Auf dem Reichstag zu Speyer erhielt Wolfgang Pachelbel (* 1470 in Eger), Bürgermeister in Wunsiedel, am 23. Juli 1527 von Kaiser Karl V. einen Wappenbrief. Das Wappenbild zeigt einen Pelikan mit offenem Flug, der mit dem Schnabel seine Brust öffnet. Sein Nachfolger als Bergbauunternehmer war sein Sohn Alexander Pachelbel (* 1500 in Wunsiedel; † 1568 ebenda), in erster Ehe mit Magdalena Engelschall aus Ölsnitz und in zweiter Ehe mit Katharina Eck aus Wunsiedel verheiratet. 

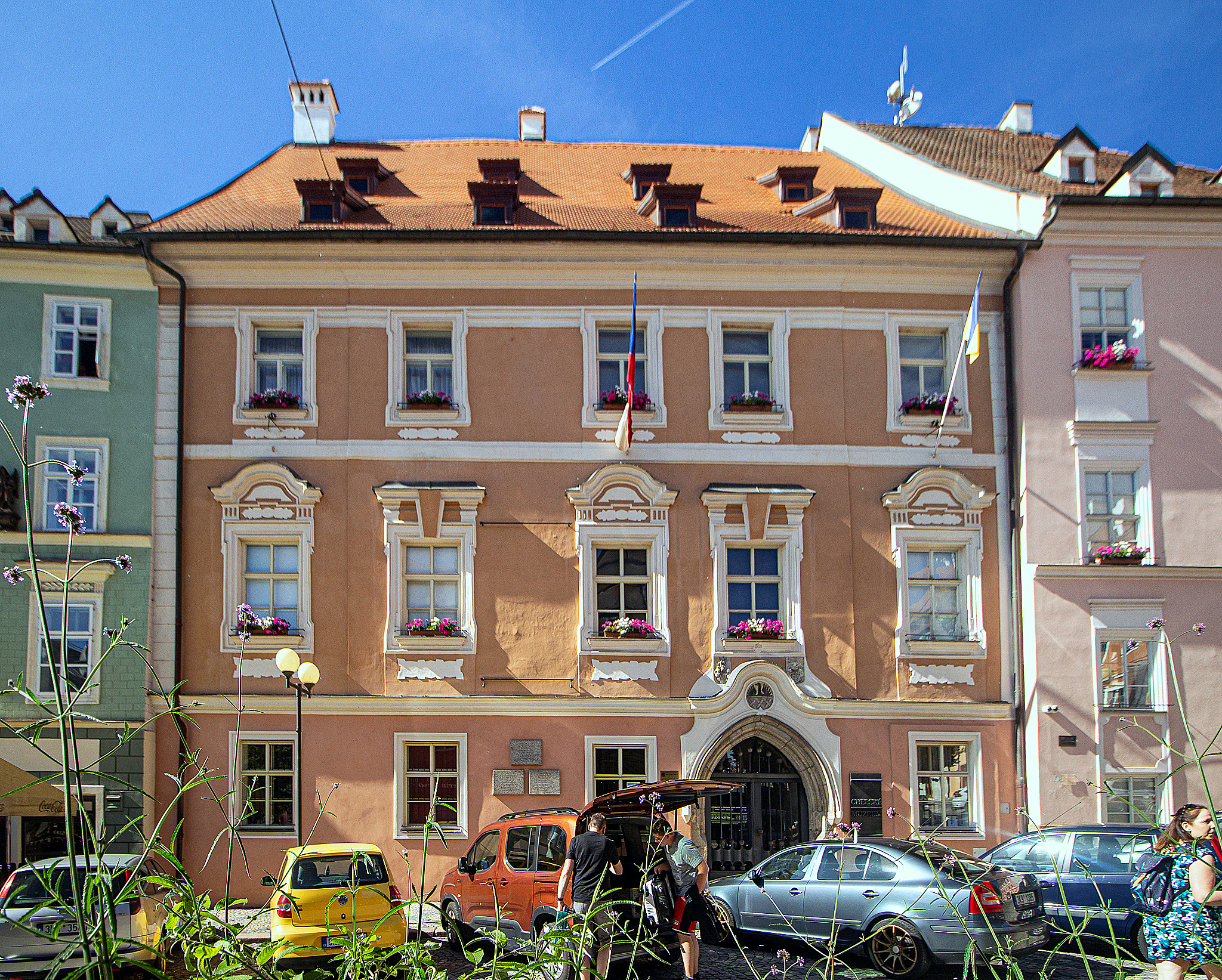
Pachelbelhaus in Cheb

Seit Erasmus Pachelbel, zwischen 1420 und 1440 Magister und Rektor der Lateinschule in Eger, zählte die Familie zu den Patriziergeschlechtern der Stadt. Am 18. Juni 1610 wurde Wolfgang Pachelbel (seit 1610) von Gehag, (* 30. September 1545 in Wunsiedel; † 3. April 1620 in Eger), Bürgermeister von Eger, als Eigentümer der Schlossgebäude und des dazugehörenden Großgrundbesitzes in Harlas (Lesinka), in Zettendorf und in Gehaag mit seinem Bruder Alexander Pachelbel durch Kaiser Rudolf II. von Habsburg  mit dem Prädikat „von Gehag“ in den erbländisch-österreichischen Adelstand erhoben. Er war in jungen Jahren als Beauftragter des Erzherzogs Karl II. im Ausland bis in den Orient unterwegs. 
Die Pachelbel waren von 1619 bis 1631 in Eger Eigentümer des Pachelbelhauses, eines Gebäudekomplexes zwischen Marktplatz und Schulgasse, des späteren Stadthauses und Museums von Cheb, in welchem während eines Quartieraufenthalts am 25. Februar 1634 der Generalissimus Albrecht von Wallenstein durch Mord zu Tode kam. Das Haus gehörte einem Verwandten Wolf Adams, bei dem Wallenstein bei einem früheren Besuch einmal logiert hatte. In Schillers Wallenstein hat „Bürgermeister Pachhälbel“ einen Auftritt im 3. Teil (Wallensteins Tod), 4. und 5. Aufzug. Schiller hat das Haus auf einer Reise nach Karlsbad 1791 besichtigt.

## Leben
Wolf Adam Pachelbel von Gehag (1599–1649) war ein Sohn des Ehepaares Wolfgang Pachelbel (seit 1610) von Gehag (1545–1620), im Jahr 1600 einer der vier Bürgermeister der Stadt Eger, vermögender Großgrundbesitzer im Egerland und Ursula, geborene Juncker von Oberkunreuth. Aus dieser Ehe stammte auch sein Bruder Alexander. Wolf Adam war ein Enkel des Alexander Pachelbel (* 1500 in Wunsiedel; † 1568 ebenda), Besitzer von Zinngruben, Handelsmann für Zinn und Blech und Bürgermeister von Wunsiedel. Von 1624 bis 1629 war Wolf Adam Pachelbel von Gehag einer der vier Bürgermeister der Stadt Eger und Verteidiger des evangelisch-lutherischen Bekenntnisses in der Stadt. Während der Rekatholisierung der Stadt Eger und des umgebenden Egerlandes unter Kaiser Ferdinand II. von Habsburg wurden die Bürger der Stadt Eger, die seit dem Jahr 1550 und dem Augsburger Reichs- und Religionsfrieden evangelisch-lutherisch waren, gezwungen, unter Zurücklassung ihres Eigentums die Stadt zu verlassen oder zu konvertieren und einer öffentlichen Taufe nach römisch-katholischem Ritus zuzustimmen. 
Wolf Adam Pachelbel von Gehag verließ 1629 mit den Exulanten die Stadt Eger und ging nach Wunsiedel in Franken. Mit Hilfe evangelischer Truppen aus dem benachbarten Sachsen kehrte er 1631 für einige Monate nach Eger zurück, wurde erneut vertrieben und soll nach dem Scheitern der Pläne einer Rückkehr nach dem Jahr 1631 die Schloss- und Gutsbesitzungen in Gehaag, in Harlas (Lesinka) und Zettendorf verkauft und für den Erlös das Gut Bernstein bei Wunsiedel im Fichtelgebirge erworben haben. 
Von Markgraf Christian erhielt Wolf Adam Pachelbel-Gehag nach 1631 den Titel „Hochfürstlicher Landschaftsrat“ und wurde zum Vizehauptmann von Wunsiedel und dem Sechsämterland ernannt. Bis zum Jahr 1648 blieb er Anwalt für die seit dem Jahr 1149 bestehende Reichsunmittelbarkeit der Reichsstadt Eger, die bei der Verpfändung der Stadt und eines großen Teils des Egerlandes an Böhmen im Jahr 1322 nicht erloschen war. Bei diesem Anliegen vertrat er die Interessen der Stadt Eger bei den Verhandlungen am Ende des Dreißigjährigen Krieges, die zum Westfälischen Frieden führten. Im Jahr 1648 verfasste er eine Denkschrift zu diesen Friedensverhandlungen und soll sich nach seinem vergeblichen Einsatz, die Reichsunmittelbarkeit der Stadt Eger (Cheb) und des Egerlandes und damit die Abgrenzung als eigenes Territorium zurückzugewinnen, in einem Stimmungstief am 16. Juni 1649 das Leben genommen haben.

## Angehörige
Wolf Adam Pachelbel von Gehag war dreimal verheiratet, in erster Ehe 1619 mit Barbara Flenz († 1620), die als Heiratsgut das Pachelbel-Haus am Marktplatz der Stadt Eger in den Ehestand einbrachte, in zweiter Ehe mit Anna Rößler († 1635), einer Tochter des Bürgermeisters Sebastian Rößler in Wunsiedel, deren vier Kinder den Vater nicht überlebten, und in dritter Ehe mit Anna Katharina Kotz von Metzenhofen. Er hinterließ – soweit bekannt – drei Söhne, die Töchter sind  nicht bekannt:
- Julius Heinrich (* 10. November 1639; † ?)
- Johann Christoph (* 1642; † 1691) Jurist und Vizehauptmann in Wunsiedel, Eigentümer eines Wohnhauses am Töpfermarkt in Wunsiedel;
- Wolfgang Gabriel (* 10. April 1649 in Wunsiedel; † 26. November 1728 in „Onolzbach“, heute Ansbach), Doktor der Rechtswissenschaften, brandenburg-kulmbachischer Geheimrat und Gerichtspräsident des kaiserlichen Landgerichts des Burggrafenamtes Nürnberg in Ansbach, in erster Ehe 1684 mit Anna Euphrosina Hammerschmid, einer Tochter des General-Superintendenten Caspar Hammerschmid (* 1613 in Eger; † 1675 in Ansbach) verheiratet.